# Castillo puente

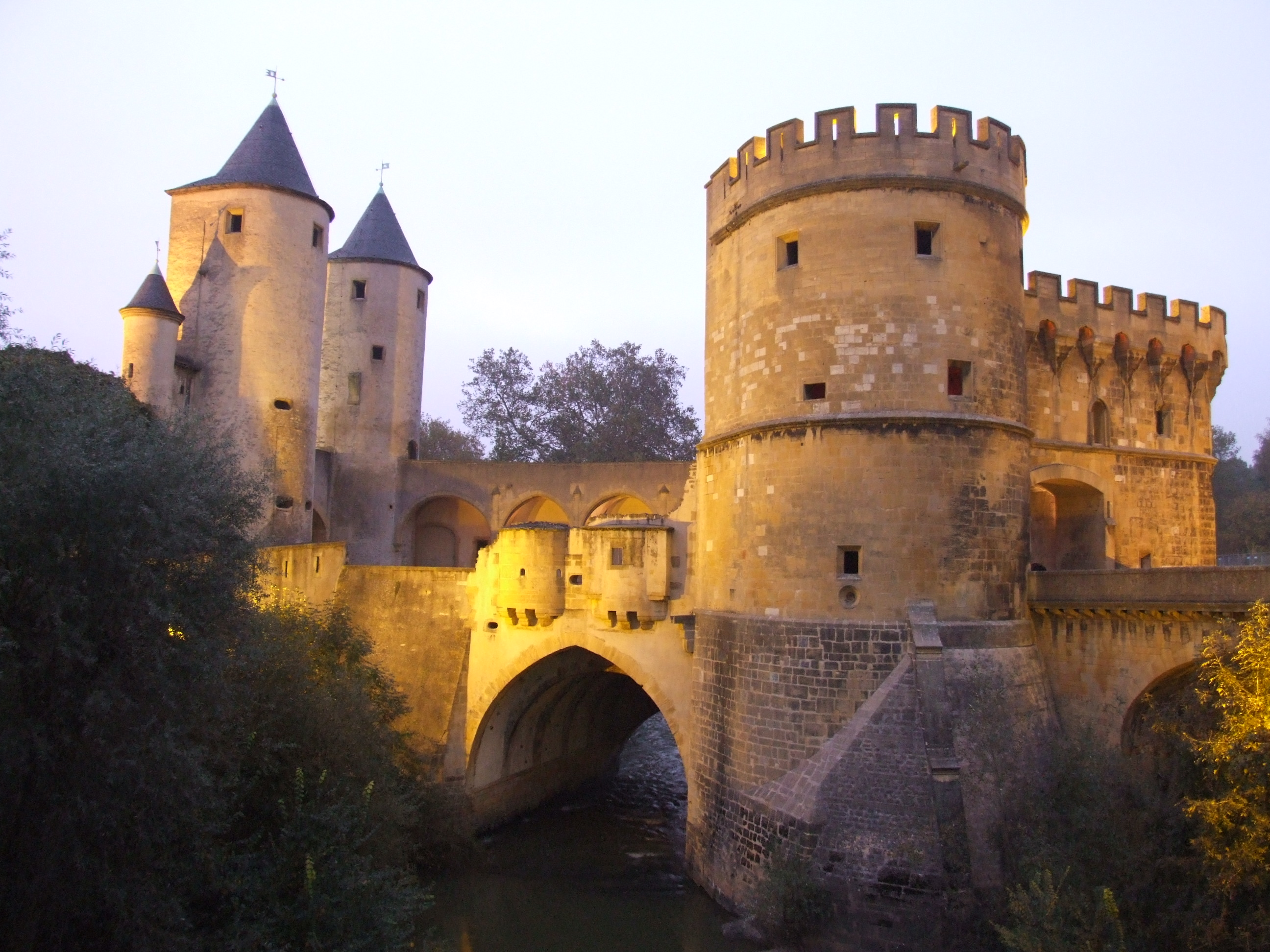
La Puerta de los Alemanes de Metz, Francia.

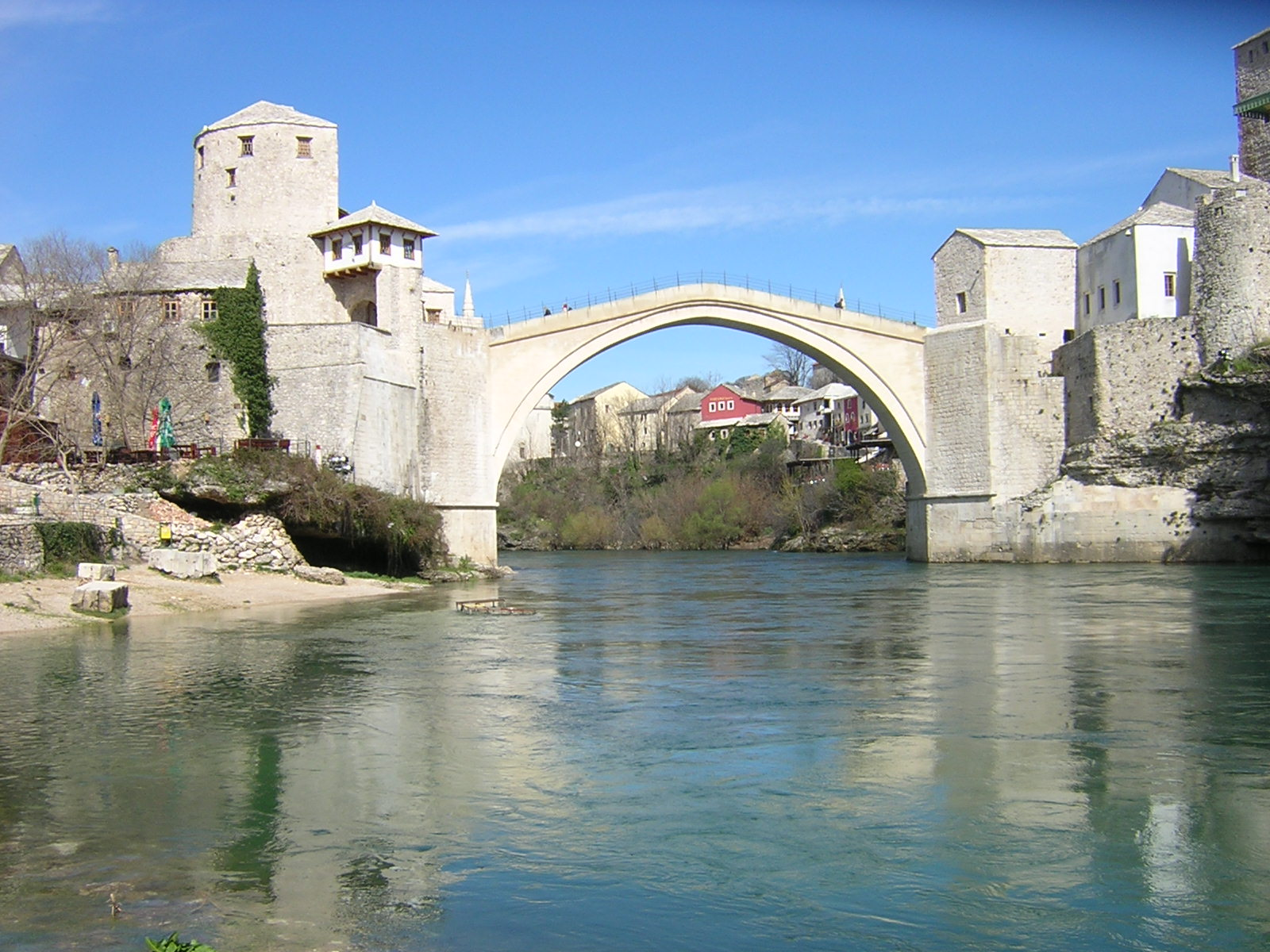
Stari Most de Mostar, Bosnia y Herzegovina.

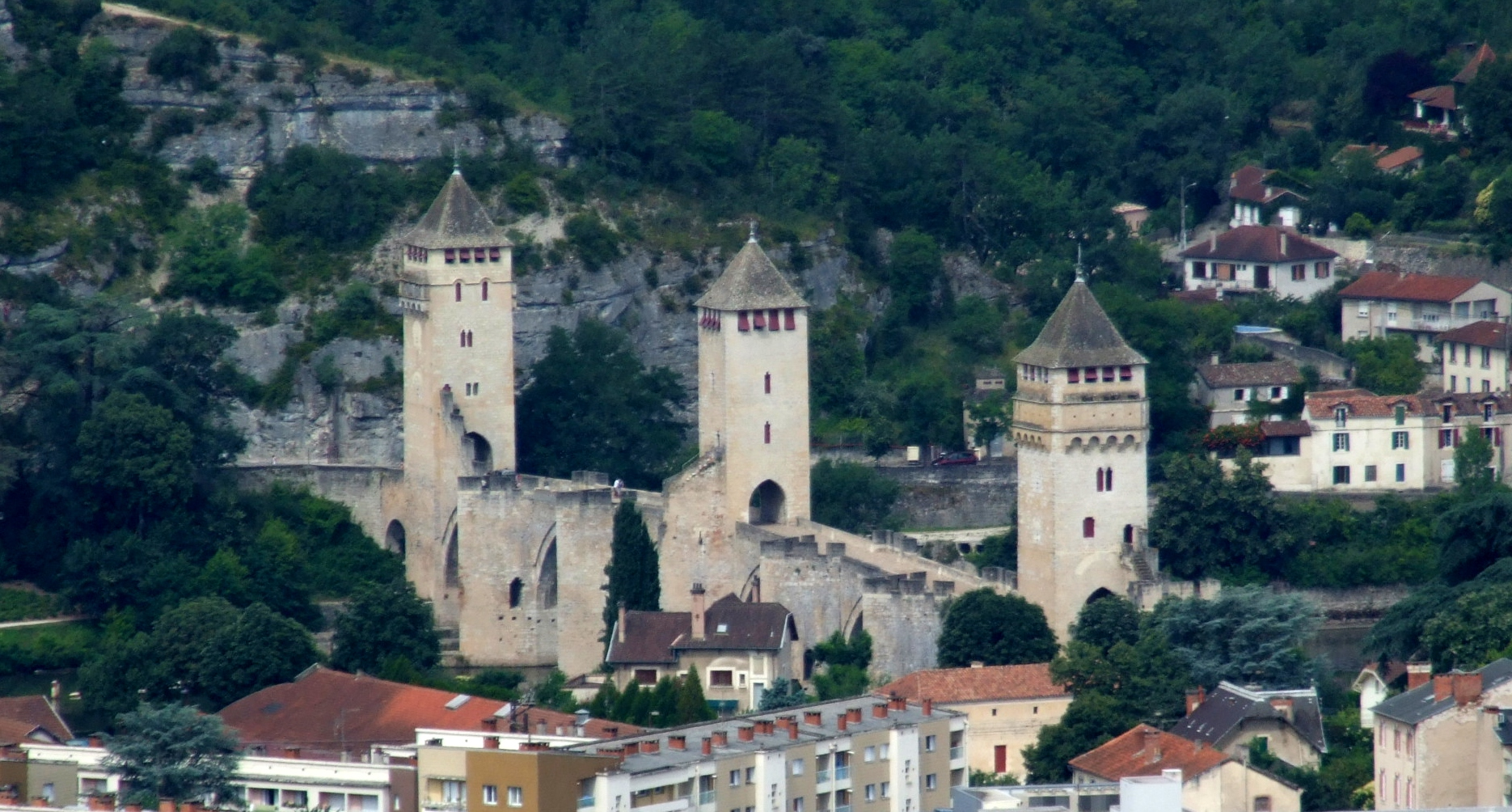
Puente Valentré de Cahors, Francia.

Un castillo puente (en alemán: Brückenburg) es un tipo de castillo que se construyó para proporcionar un puesto de observación militar y protección en el cruce de un río. En el sentido más estricto, se refiere a los castillos que se construyen directamente sobre un puente o junto a él. A veces, sin embargo, los castillos cercanos a un puente se denominan castillos de puente.
Estas fortificaciones a menudo se diseñaron como castillos de peaje que gravaban peajes fluviales y estaban habitados solo por una fuerza de guardia. En Europa han sobrevivido varios ejemplos de castillos puente, especialmente en el sur y sureste del continente.
El tipo de castillo puente, que rara vez se menciona en detalle en la literatura especializada, no siempre se distingue claramente del "puente fortificado" o torre puente (Brückenturm). En la Europa medieval, numerosos cruces de ríos estaban protegidos por torres y obras exteriores. 

## Ejemplos
EL castillo puente más grande preservado es el puente visconteo de Valeggio sul Mincio en la provincia de Verona del norte de Italia. En la Baja Edad Media, Gian Galeazzo Visconti ordenó la construcción de una poderosa fortaleza puente por debajo del patio interior de cuatro alas del castillo local entre Mantua y el lago Garda. El castillo fuerte se halla a unos cien metros por debajo del castillo de colina. Tres puertas unían las murallas de cortina con catorce medios baluartes. La torre de la puerta bajo el castillo superior tiene un diseño muy débil, sorprendentemente. La residencia de los guardias se hallaba en la puerta central, que impedía el acceso de manera similar a la del castillo, con un enorme travesaño.
La Puerta de los Alemanes, del siglo XIII que permite el paso del río Seille es el último castillo puente de Francia. El castillo puente tiene torre fortificada, crestería almenada y matacanes. La Puerta de los Alemanes jugó un papel defensivo crucial durante el asedio de Metz de 1552 por parte de las tropas del emperador Carlos V. 
La doble torre de la puerta sobre el puente romano del Volturno en Capua, Italia, entra dentro de la clasificicación de castillo puente. Federico II de Hohenstaufen quiso construir un edificio de Estado distintitivo que marcara la puerta de entrada al Reino de las Dos Sicilias.
El famoso castillo puente Stari Most de Mostar (Bosnia y Hercegovina) fue parcialmente destruido en 1993 por tropas bosnio-croatas, y más tarde reconstruido. Originalmente, las dos torres protegían el acceso a un puente de madera que fue sustituido en 1566, por un puente arqueado de piedra.

## Puentes fortificados
Un típico ejemplo de puente fortificado es el puente Valentré cerca de Cahors (Midi-Pyrénées) en Francia meridional. El lugar se halla casi totalmente preservado salvo por la puerta fortificada de la barbacana orienteal que fue demolida en el siglo XIX. En Alemania y Europa central han sobrevivido por lo general solo ruinas de fortificaciones del puente. Sirvan como ejemplo el Puente de Piedra (Ratisbona) y el Puente de Carlos de Praga.